# Стоп таракан!
«Стоп таракан!» — белорусский политический лозунг. Также известна форма «Стоп таракан — No pasaran!». Таракан из слогана символизирует Александра Лукашенко. Впервые появился во время президентской кампании в Беларуси на прямой трансляции блогера Сергея Тихановского. Позднее лозунг неоднократно скандировался на пикетах и акциях протеста.

## История
Слоган возник после встречи Сергея Тихановского с жительницей Глубокого Людмилой Борейко. В своём рассказе о жизни в Беларуси на прямой трансляции она упомянула сказку Корнея Чуковского «Тараканище». Рассказ стал аллегорией на страх, который охватил белорусов за время правления Александра Лукашенко.
Не было у меня цели унизить Лукашенко. Однако мне вспомнилась эта сказка, потому что она характеризует все наше правительство, все боятся одного человека, что бы он не говорил, как бы не оскорблял всех и весь народ в том числе. Угрожал, а все стояли, опустив головы и боялись что-то сказать. Именно так же происходило и в сказке. И как лозунг есть в Беларуси «Жыве Беларусь!», так есть и лозунг «Стоп таракан!»Людмила Борейко в эфире Радыё Рацыя
Прозвищем «Таракан» белорусские протестующие начали называть Александра Лукашенко в преддверии президентских выборов 2020 года. Также Тихановский отмечал, что Лукашенко похож на героя сказки «Тараканище» из-за своих кустистых усов.
«Стоп таракан!» стал лозунгом кампании Сергея. Он призывал приходить на пикеты с тапками, чтобы «прихлопнуть таракана». Позднее главой ЦИК Лидией Ермошиной фраза была воспринята как угроза убийством в свой адрес. После того, как Тихановского не допустили к выборам, выражение стало лозунгом президентской кампании его жены Светланы Тихановской.
Во время протестов против арестов Тихановского и других кандидатов, иронический лозунг стал одним из лозунгов протеста. В июне 2020 года под хештегом «#стоптаракан» проводился интернет-флешмоб, в котором пользователи высказывали своё недовольство положением дел в стране. Лозунг скандировался на пикетах и акциях протеста, а также появлялся на плакатах и табличках в трамваях.
Людмила Борейко, автор лозунга, была вынуждена покинуть Беларусь. 8 мая 2024 года её заочно осудили по статье о клевете, а 9 октября того же года амнистировали и сняли судимость.

## Анализ
«Стоп таракан!», вероятно, стал первым прецедентным (авторским) лозунгом-цитатой, введённой в общественный оборот в Беларуси в 2020 году. Слоган выражает негативный посыл к власти, персоналиям-антигероям. По некоторым оценкам, лозунг является дегуманизирующим.

## Оценка
Политический обозреватель Артём Шрайбман констатировал, что «Стоп таракан» стал единственным лозунгом Сергея Тихановского, и что он смог эффективно канализировать настроения граждан страны.
Некоторыми сотрудниками белорусской милиции лозунг был оценён как противоправный, антиправительственный и дискриминирующий власть.